# Wojnowice (Silésie)
Pour les articles homonymes, voir Wojnowice.
Wojnowice est une localité polonaise de la gmina de Krzanowice, située dans le powiat de Racibórz en voïvodie de Silésie.